# Narycia colocynthia
Narycia colocynthia är en fjärilsart som beskrevs av Edward Meyrick 1916. Narycia colocynthia ingår i släktet Narycia och familjen säckspinnare. Inga underarter finns listade i Catalogue of Life.